# Kazimierz Barburski
Kazimierz Zygfryd Barburski (* 7. August 1942 in Łódź; † 26. Mai 2016 ebenda) war ein polnischer Degenfechter.

## Erfolge
Kazimierz Barburski wurde 1970 in Ankara mit der Mannschaft Vizeweltmeister. Zweimal nahm er an Olympischen Spielen teil: bei den Olympischen Spielen 1968 in Mexiko-Stadt erreichte er mit der polnischen Equipe das Gefecht um den dritten Platz, in dem Deutschland mit 9:6 besiegt wurde. Gemeinsam mit Bohdan Andrzejewski, Michał Butkiewicz, Bohdan Gonsior und Henryk Nielaba erhielt Barburski somit die Bronzemedaille. 1972 belegte er in München im Mannschaftswettbewerb den sechsten Rang. 1974 wurde er polnischer Meister mit dem Degen. Mit der Mannschaft gewann er mit dem Degen zwischen 1964 und 1975 neun nationale Meisterschaften, außerdem auch 1965 mit dem Florett. Er focht für den Łódźer LPZ und für Legia Warschau.